# Bistum Tolentino

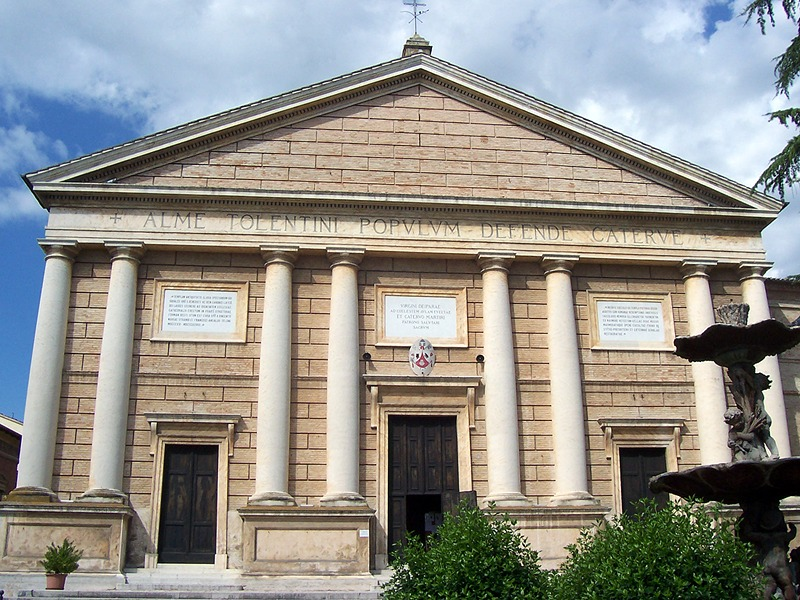
Basilika San Catervo

Das Bistum Tolentino (lateinisch Dioecesis Tolentina) war eine in Italien gelegene römisch-katholische Diözese mit Sitz in Tolentino. 2022 wurde sie als Titularbistum erneuert.

## Geschichte
Das Bistum Tolentino wurde im 5. Jahrhundert als errichtet. Erster Bischof war Basilius von Tolentino.
Am 10. Dezember 1586 wurde das Bistum Tolentino durch Papst Sixtus V. mit der Päpstlichen Bulle Super universas dem Bistum Macerata angegliedert.
Die Kathedrale San Catervo in Tolentino war die Kathedrale des Bistums Tolentino.
Am 1. Dezember 2022 erneuerte Papst Franziskus das ehemalige Bistum als Titularsitz und vergab es erstmals an den außerordentlichen Kommissar für die Papstbasilika Santa Maria Maggiore, Erzbischof Rolandas Makrickas.